# الدوري النرويجي الممتاز 1992
الدوري النرويجي الممتاز 1992 (بالنرويجية: Tippeligaen 1992)‏ هو الموسم 48 من  الدوري النرويجي الممتاز. أقيم خلال الفترة 25 أبريل 1992 وحتى 18 أكتوبر 1992، وكان عدد الأندية المشاركة فيه  12، وفاز فيه نادي روسنبورغ.